# Finale FA Cup 2006
De finale van de FA Cup van het seizoen 2005/06 werd gehouden op zaterdag 13 mei 2006. West Ham United nam het op tegen Liverpool. Het duel eindigde na verlengingen in een 3-3 gelijkspel. Liverpool won uiteindelijk na strafschoppen (3-1).
Bij Liverpool startte de Nederlandse verdediger Jan Kromkamp op de bank. Na iets meer dan een uur mocht hij invallen.

## Finale

### Wedstrijd
|                         |                              |              |                                               |                                                                                        |
| 13 mei 2006 15:00 UTC+1 | Liverpool                    | 3 – 3 (n.v.) | West Ham United                               | Millennium Stadium, Cardiff Toeschouwers: 71.140 Scheidsrechter: Alan Wiley (Engeland) |
| 13 mei 2006 15:00 UTC+1 | Cissé 32' Gerrard 54', 90+1' |              | 21' (e.d.) Carragher 28' Ashton 63' Konchesky | Millennium Stadium, Cardiff Toeschouwers: 71.140 Scheidsrechter: Alan Wiley (Engeland) |
| 13 mei 2006 15:00 UTC+1 | Strafschoppen                |              |                                               | Millennium Stadium, Cardiff Toeschouwers: 71.140 Scheidsrechter: Alan Wiley (Engeland) |
| 13 mei 2006 15:00 UTC+1 | Hamann Hyypiä Gerrard Riise  | 3 – 1        | Zamora Sheringham Konchesky Ferdinand         | Millennium Stadium, Cardiff Toeschouwers: 71.140 Scheidsrechter: Alan Wiley (Engeland) |

| Liverpool | West Ham United |

| Liverpool:     |    |                    |          |
|                |    |                    |          |
| GK             | 25 | José Manuel Reina  |          |
| RB             | 3  | Steve Finnan       |          |
| CB             | 23 | Jamie Carragher    | 62'      |
| CB             | 4  | Sami Hyypiä        |          |
| LB             | 6  | John Arne Riise    |          |
| RM             | 8  | Steven Gerrard     |          |
| CM             | 14 | Xabi Alonso        | 67'      |
| CM             | 22 | Mohamed Sissoko    |          |
| LM             | 7  | Harry Kewell       | 48'      |
| CF             | 9  | Djibril Cissé      |          |
| LW             | 15 | Peter Crouch       | 71'      |
| Wisselspelers: |    |                    |          |
| GK             | 1  | Jerzy Dudek        |          |
| DF             | 2  | Jan Kromkamp       | 67'      |
| DF             | 21 | Djimi Traoré       |          |
| MF             | 16 | Dietmar Hamann     | 71' 118' |
| FW             | 19 | Fernando Morientes | 48'      |
| Coach:         |    |                    |          |
| Rafael Benítez |    |                    |          |

| West Ham United: |    |                     |         |
|                  |    |                     |         |
| GK               | 34 | Shaka Hislop        |         |
| RB               | 2  | Lionel Scaloni      |         |
| CB               | 5  | Anton Ferdinand     |         |
| CB               | 4  | Danny Gabbidon      |         |
| LB               | 3  | Paul Konchesky      |         |
| RM               | 15 | Yossi Benayoun      |         |
| CM               | 6  | Carl Fletcher       | 77'     |
| CM               | 20 | Nigel Reo-Coker     |         |
| LM               | 11 | Matthew Etherington | 85'     |
| CF               | 9  | Dean Ashton         | 59' 71' |
| CF               | 10 | Marlon Harewood     |         |
| Wisselspelers:   |    |                     |         |
| GK               | 23 | Jimmy Walker        |         |
| DF               | 7  | Christian Dailly    | 77'     |
| DF               | 19 | James Collins       |         |
| FW               | 8  | Teddy Sheringham    | 85'     |
| FW               | 25 | Bobby Zamora        | 71'     |
| Coach:           |    |                     |         |
| Alan Pardew      |    |                     |         |

1980 · 1981 · 1982 · 1983 · 1984 · 1985 · 1986 · 1987 · 1988 · 1989 · 1990 · 1991 · 1992 · 1993 · 1994 · 1995 · 1996 · 1997 · 1998 · 1999 · 2000 · 2001 · 2002 · 2003 · 2004 · 2005 · 2006 · 2007 · 2008 · 2009 · 2010 · 2011 · 2012 · 2013 · 2014 · 2015 · 2016 · 2017 · 2018 · 2019 · 2020 · 2021 · 2022 · 2023 · 2024